# ۱۲ آبان
۱۲ آبان دویست و بیست و هشتمین روز از سال در گاه‌شماری خورشیدی است. به پایان سال ۱۳۷ روز (۱۳۸ روز در سال کبیسه) مانده‌است.

## رویدادها
- ۱۱۱۳ - آغاز محاصره گنجه
- ۱۳۰۶ - انگلستان، سلسله پهلوی را به رسمیت شناخت [۱]
- ۱۳۶۵ - رسوایی ماجرای مک‌فارلین در ایران توسط مجله لبنانی الشراع
- ۱۴۰۰ - بازداشت گوهر عشقی و خانواده او توسط ماموران امنیتی ایران
- ۱۴۰۰ - حادثه آبان ۱۴۰۰ دریای عمان
- ۱۴۰۱ - درگیری‌های ۱۴۰۱ کرج
- ۱۴۰۲ - آتش‌سوزی کمپ ترک اعتیاد لنگرود
- ۱۴۰۳ -  دختر علوم تحقیقات

## زادروزها
- ۱۳۴۴ - فلورا سام، بازیگر و نویسنده
- ۱۳۵۷ - یکتا ناصر، بازیگر

## درگذشت‌‌ها
- ۱۳۷۳ - سید رضا صدر، عالم دینی
- ۱۳۸۵ - فریدون هویدا، نویسنده، سیاستمدار و برادر امیرعباس هویدا
- ۱۳۸۵ - مسعود بختیاری، خواننده و آهنگساز
- ۱۴۰۱ - نیما نوری، از کشته‌شدگان خیزش ۱۴۰۱ ایران
- ۱۴۰۱ - مهدی حضرتی، از کشته‌شدگان خیزش ۱۴۰۱ ایران
- ۱۴۰۱ - عرفان زمانی، از کشته‌شدگان خیزش ۱۴۰۱ ایران
- ۱۴۰۱ - روح‌الله عجمیان، از نیروهای مسلح کشته‌شده در خیزش ۱۴۰۱ ایران